# Helianthemum pannosum
Helianthemum pannosum es una especie de la familia de las cistáceas.

## Descripción
Es una planta perenne que alcanza un tamaño de 2,5-5(10) cm de altura, sufruticosa, densamente cespitosa; con cepa gruesa, ramosa, negruzca. Tallos floríferos erectos, incano-tomentosos –con pelos sedosos, adpresos o erecto-patentes–, que nacen lateralmente, a partir de brotes estériles con hojas en roseta, las que persisten en la antesis. Hojas ovadas u ovado-orbiculares, subagudas –a menudo mucronadas o cuspidadas–, gruesas, de margen ligeramente revoluto, densamente sedoso-tomentosas por haz y envés, blanquecinas y en general con un mechón apical de pelos, no estipuladas, de nervios prominentes por el envés; las de los tallos floríferos, obovadas, de pecíolo corto y ancho; las de las rosetas, con el limbo de (4)5-10(13) × 4-7(10) mm, cordado o redondeado en la base, raramente cuneado. Inflorescencia simple o ramosa, de 3-9(19) flores, a veces con pelos glandulíferos largos, en general rojizos; brácteas muy cortas, linear-lanceoladas o setáceas. Botones florales ovoideos. Sépalos internos (3,5)4-5 mm –de hasta 6 mm en la fructificación–, ovales, subobtusos, generalmente tomentosos; sépalos externos de longitud c. 1/2 la de los internos, linear-lanceolados. Pétalos 4-6 mm, más largos que el cáliz, obovado-triangulares. Cápsula de 3,5 mm, más corta que el cáliz, ovoideo-elipsoidal, pelosa en el ápice, de suturas ciliadas. Semillas c. 2 mm, pardo-rojizas.

## Distribución y hábitat
Se encuentra en tomillares y lugares despejados, en arenas dolomíticas; a una altitud de 1500-1900 metros en Sierra Nevada, únicamente en las partes más altas del cerro del Trevenque.

## Taxonomía
Helianthemum pannosum fue descrita por Pierre Edmond Boissier  y publicado en Elench. Pl. Nov. 15 1838.
Etimología
Helianthemum: nombre genérico que deriva del griego antiguo  Ἥλιος (Helios), "el Sol" y  ανθεμοζ, ον (anthemos, on), "florecido", pues las flores solo se abren con el calor del sol (necesitan una temperatura superior a 20 °C para desplegar sus pétalos) y tienen un cierto fototropismo positivo. Ciertos nombres vernáculos en castellano, tales como Mirasol, corroborarían esta interpretación. Autores sostienen que su nombre es debido a la semejanza de las flores amarillas con el astro solar; sin embargo muchas especies son blancas, anaranjadas, rosadas o purpúreas, lo que no encuadra con esta interpretación. Otros por el afecto que tendría el género por los sitios soleados...
pannosum: epíteto
Citología
Número de cromosomas de Helianthemum pannosum (Fam. Cistaceae) y táxones infraespecíficos: 2n=22
Sinonimia
- Rhodax pannosus (Boiss.) Holub[4]